# دانيال د. بادغر
دانيال د. بادغر (بالإنجليزية: Daniel D. Badger)‏ هو مهندس معماري ومهندس أمريكي، ولد في 15 أكتوبر 1806، وتوفي في 1884.